# Kościół św. Marii Magdaleny w Krakowie (Stare Miasto)

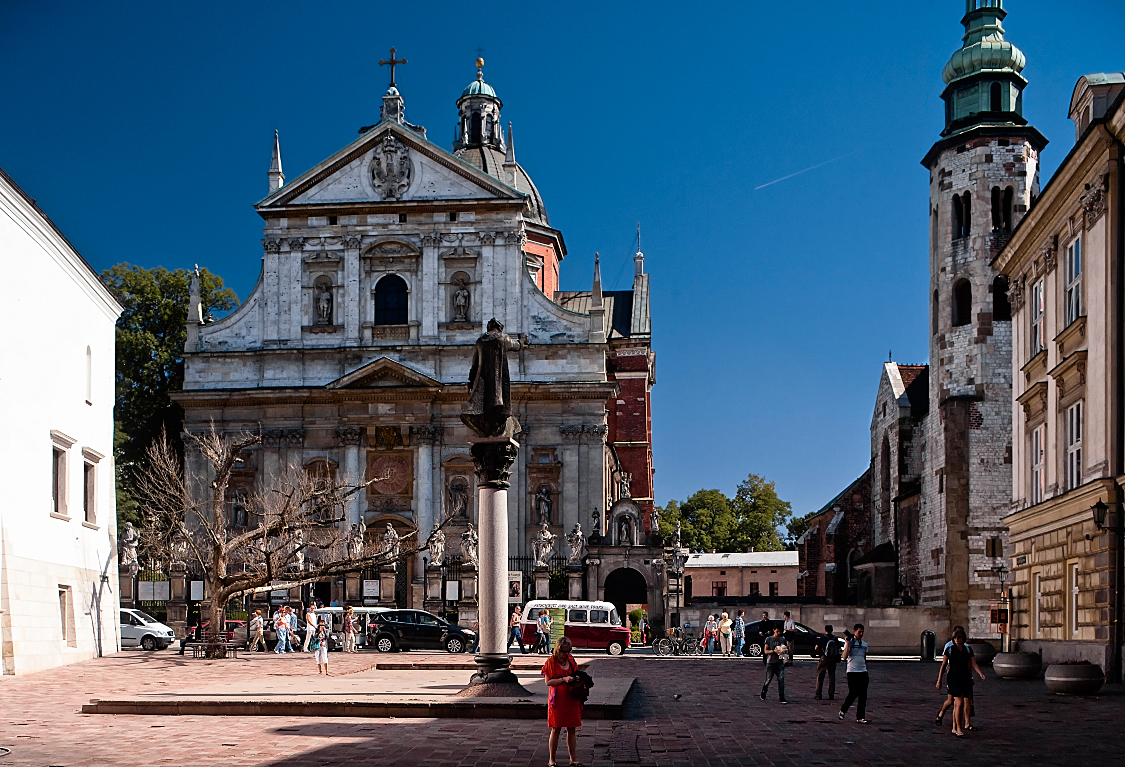
Plac św. Marii Magdaleny, na pierwszym planie wyeksponowany zarys fundamentów dawnego kościoła św. Marii Magdaleny z ustawionym w jego miejscu pomnikiem Piotra Skargi

Kościół św. Marii Magdaleny – kościół wybudowany prawdopodobnie w XIII wieku w Krakowie, w obrębie Starego Miasta, w północnej części obecnego placu św. Marii Magdaleny. Zburzony w 1811 roku.

## Historia
Kościół św. Marii Magdaleny wzniesiono najprawdopodobniej w pierwszej połowie XIII wieku, w centralnej części ówczesnej osady Okół stanowiącej podgrodzie Wawelu. Według Marii Borowiejskiej-Birkenmajerowej miał stanowić jako kościół targowy centralny punkt pierwszej lokacji Krakowa. Prawdopodobnie była to fundacja możnowładcza. Na początku XV w. biskup krakowski Piotr Wysz powierzył patronat nad nim odnowionej Akademii Krakowskiej. Kościół padł ofiarą pożarów w 1455 i 1719. Po tym ostatnim stopniowo popadał w ruinę. Austriacy zamknęli kościół, a jego wyposażenie sprzedali na licytację. Sama świątynia została zburzona w 1811.
Pierwotna świątynia była późnoromańska, zbudowana z wapienia, potem być może gotycki. Podczas badań archeologicznych odnaleziono zdobione płytki posadzkowe z tego okresu. Podczas przebudowy w pierwszej połowie XVII w. świątynię zbarokizowano. Według planów Krakowa z przełomu XVIII i XIX w. była budowlą orientowaną, jednonawową, z węższym prezbiterium zamkniętym prostą ścianą. Z opisów kościoła wynika, że wewnątrz znajdowały się trzy ołtarze, a nawa była dwuprzęsłowa. Nad wejściem znajdował się chór muzyczny. Od wschodu do prezbiterium dobudowana była zakrystia.